# Blepharis
Blepharis is een geslacht uit de acanthusfamilie (Acanthaceae). De soorten uit het geslacht komen voor in Afrika, het Arabisch schiereiland, Iran en de tropische delen van Azië.

## Soorten
- Blepharis acanthodioides Klotzsch
- Blepharis acuminata Oberm.
- Blepharis aequisepala Vollesen
- Blepharis affinis Lindau
- Blepharis angusta (Nees) T.Anderson
- Blepharis aspera Oberm.
- Blepharis asteracantha C.B.Clarke
- Blepharis attenuata Napper
- Blepharis bainesii S.Moore ex C.B.Clarke.
- Blepharis boranensis Vollesen
- Blepharis breyeri Oberm.
- Blepharis buchneri Lindau
- Blepharis burundiensis Vollesen
- Blepharis calcitrapa Benoist
- Blepharis capensis (L.f.) Pers.
- Blepharis chrysotricha Lindau
- Blepharis ciliaris (L.) B.L.Burtt
- Blepharis crinita Benoist
- Blepharis cuanzensis Welw. ex S.Moore
- Blepharis cuspidata Lindau
- Blepharis decussata S.Moore
- Blepharis dhofarensis A.G.Mill.
- Blepharis dilatata C.B.Clarke
- Blepharis diplodonta Vollesen
- Blepharis diversispina (Nees) C.B.Clarke
- Blepharis drummondii Vollesen
- Blepharis dunensis Vollesen
- Blepharis duvigneaudii Vollesen
- Blepharis edulis (Forssk.) Pers.
- Blepharis espinosa Phillips
- Blepharis exigua (Zoll. & Moritzi) Valeton ex Backer
- Blepharis fenestralis Vollesen
- Blepharis ferox P.G.Mey.
- Blepharis flava Vollesen
- Blepharis fleckii P.G.Mey.
- Blepharis forgiarinii J.-P.Lebrun & Stork
- Blepharis furcata (L.f.) Pers.
- Blepharis gazensis Vollesen
- Blepharis gigantea Oberm.
- Blepharis glinus Fiori
- Blepharis glomerans Benoist
- Blepharis glumacea S.Moore
- Blepharis grandis C.B.Clarke
- Blepharis grossa (Nees) T.Anderson
- Blepharis gypsophila Thulin & Vollesen
- Blepharis hildebrandtii Lindau
- Blepharis hirtinervia (Nees) T.Anderson
- Blepharis huillensis Vollesen
- Blepharis ilicifolia Napper
- Blepharis ilicina Oberm.
- Blepharis inaequalis C.B.Clarke
- Blepharis inermis (Nees) C.B.Clarke
- Blepharis inflata Vollesen
- Blepharis innocua C.B.Clarke
- Blepharis inopinata Vollesen
- Blepharis integrifolia (L.f.) E.Mey. & Drège ex Schinz
- Blepharis involucrata Solms ex Schweinf.
- Blepharis itigiensis Vollesen
- Blepharis javanica Bremek.
- Blepharis katangensis De Wild.
- Blepharis kenyensis Vollesen
- Blepharis kuriensis Vierh.
- Blepharis laevifolia Vollesen
- Blepharis lawsonii G.S.Giri & R.N.Banerjee
- Blepharis leendertziae Oberm.
- Blepharis linariifolia Pers.
- Blepharis longifolia Lindau
- Blepharis longispica C.B.Clarke
- Blepharis macra (Nees) Vollesen
- Blepharis maculata Benoist
- Blepharis maderaspatensis (L.) B.Heyne ex Roth
- Blepharis marginata (Nees) C.B.Clarke
- Blepharis menocotyle Milne-Redh.
- Blepharis meyeri Vollesen
- Blepharis mitrata C.B.Clarke
- Blepharis montana Vollesen
- Blepharis natalensis Oberm.
- Blepharis noli-me-tangere S.Moore
- Blepharis obermeyerae Vollesen
- Blepharis obmitrata C.B.Clarke
- Blepharis obtusisepala Oberm.
- Blepharis ogadenensis Vollesen
- Blepharis panduriformis Lindau
- Blepharis paradoxa Fritsch
- Blepharis pascuorum S.Moore
- Blepharis petalidioides Vollesen
- Blepharis petraea Vollesen
- Blepharis pratensis S.Moore
- Blepharis procumbens (L.f.) Pers.
- Blepharis pruinosa Engl.
- Blepharis pungens Klotzsch
- Blepharis pusilla Vollesen
- Blepharis reekmansii Vollesen
- Blepharis refracta Mildbr.
- Blepharis richardsiae Vollesen
- Blepharis scandens Vollesen
- Blepharis scindica Stocks ex T.Anderson
- Blepharis sericea Vollesen
- Blepharis serrulata (Nees) Picalho & Hiern
- Blepharis sinuata (Nees) C.B.Clarke
- Blepharis sol C.B.Clarke
- Blepharis somaliensis Vollesen
- Blepharis spiculifolia Balf.f.
- Blepharis spinescens Vollesen
- Blepharis spinifex Merxm.
- Blepharis spinipes Vollesen
- Blepharis squarrosa (Nees) T.Anderson
- Blepharis stainbankiae C.B.Clarke
- Blepharis stuhlmannii Lindau
- Blepharis subglabra Vollesen
- Blepharis subvolubilis C.B.Clarke
- Blepharis swaziensis Vollesen
- Blepharis tanae Napper
- Blepharis tanganyikensis (Napper) Vollesen
- Blepharis tanzaniensis Vollesen
- Blepharis tenuiramea S.Moore
- Blepharis tetrasticha Lindau
- Blepharis thulinii Vollesen
- Blepharis torrei Vollesen
- Blepharis transvaalensis Schinz
- Blepharis trifida Vollesen
- Blepharis trispina Napper
- Blepharis turkanae Vollesen
- Blepharis uniflora C.B.Clarke
- Blepharis uzondoensis Vollesen
- Blepharis welwitschii S.Moore

... · 
Acanthopsis · 
Acanthus · 
Achyrocalyx · 
Afrofittonia · 
Ambongia · 
Ancistranthus · 
Andrographis · 
Angkalanthus · 
Anisacanthus · 
Anisosepalum · 
Anisotes · 
Anomacanthus · 
Aphanosperma · 
Aphelandra · 
Ascotheca · 
Asystasia · 
Avicennia · 
Ballochia · 
Barleria · 
Barleriola · 
Blepharis · 
Borneacanthus · 
Boutonia · 
Brachystephanus · 
Bravaisia · 
Brillantaisia · 
Brunoniella · 
Calacanthus · 
Calycacanthus · 
Camarotea · 
Carlowrightia · 
Celerina · 
Cephalacanthus · 
Chalarothyrsus · 
Chamaeranthemum · 
Chileranthemum · 
Chlamydacanthus · 
Chlamydocardia · 
Chorisochora · 
Chroesthes · 
Clinacanthus · 
Clistax · 
Codonacanthus · 
Conocalyx · 
Cosmianthemum · 
Crabbea · 
Crossandra · 
Crossandrella · 
Cyclacanthus · 
Cynarospermum · 
Cyphacanthus · 
Danguya · 
Dasytropis · 
Dichazothece · 
Dicladanthera · 
Dicliptera · 
Dischistocalyx · 
Duosperma · 
Dyschoriste · 
Ecbolium · 
Echinacanthus · 
Elytraria · 
Encephalosphaera · 
Eranthemum · 
Eremomastax · 
Filetia · 
Fittonia · 
Forcipella · 
Glossochilus · 
Graphandra · 
Graptophyllum · 
Gymnostachyum · 
Gypsacanthus · 
Hansteinia · 
Haplanthodes · 
Harpochilus · 
Hemigraphis · 
Henrya · 
Herpetacanthus · 
Heteradelphia · 
Holographis · 
Hoverdenia · 
Hulemacanthus · 
Hygrophila · 
Hypoestes · 
Ichthyostoma · 
Isoglossa · 
Isotheca · 
Jadunia · 
Justicia · 
Kalbreyeriella · 
Kosmosiphon · 
Kudoacanthus · 
Lankesteria · 
Leandriella · 
Lepidagathis · 
Megalochlamys ·
Ruellia · 
Strobilanthes · 
Thunbergia · 
...